# アデリナ・ブダイ・ウングレアーヌ
アデリナ・ブダイ＝ウングレアーヌ（Adelina Budăi-Ungureanu、2000年7月29日 - ）は、ルーマニアの女子バレーボール選手。バレーボールルーマニア女子代表。

## 来歴

### クラブチーム
ボトシャニ出身。2016年、UVT Agroland Timisoaraへ入団。2017/18シーズンはダイナモ・ブカレストでプレーした。2018/19シーズンはCSMブカレストへ移籍し、国内リーグで準優勝した。2019/20シーズンはイタリアセリエA1のクーネオ・グランダ・バレーへ移籍し、2年間プレーした。2021/22シーズンはFVブスト・アルシーツィオと契約し、セリエA1リーグで5位となった。2022/23シーズンからはWash4Green Pineroloでプレーしている。

### 代表チーム
アンダーカテゴリーの代表を経て、2019年にシニア代表に初選出された。同年の欧州選手権に出場した。2022年のヨーロッパリーグで銅メダルを獲得した。2023年、欧州選手権ではエースとして活躍し、ルーマニアバレーボール連盟の年間最優秀選手賞を受賞した。

## 所属クラブ
- UVT Agroland Timisoara（2016-2017年）
- ダイナモ・ブカレスト（2017-2018年）
- CSMブカレスト（2018-2019年）
- クーネオ・グランダ・バレー（2019-2021年）
- FVブスト・アルシーツィオ（2021-2022年）
- Wash4Green Pinerolo（2022-2024年）
- Bartoccini-MC Restauri Perugia（2024年-）